# Marjorie Herrera
Marjorie Armida Herrera Pérez (San Salvador, 22 de enero de 2001) es una ajedrecista salvadoreña. Es conocida por sus logros obtenidos en el ajedrez de El Salvador, llevándola a la selección mayor y competir en las Olimpiadas de Ajedrez 2016 en Bakú Azerbaiyán, a la corta edad de 15 años.

## Trayectoria

### 2013
- Campeona centroamericana (Sub-12) realizados en Panamá

### 2015
- Campeona absoluta de segunda categoría
- 5.º lugar Panamericano Sub-20
- Campeona nacional por equipos ( San Marcos)
- Segunda mejor femenina en II San Salvador Chess Open],
- 3.er. lugar Panamericano y del Caribe sub-15.

### 2016
- Campeona nacional 2016[1]

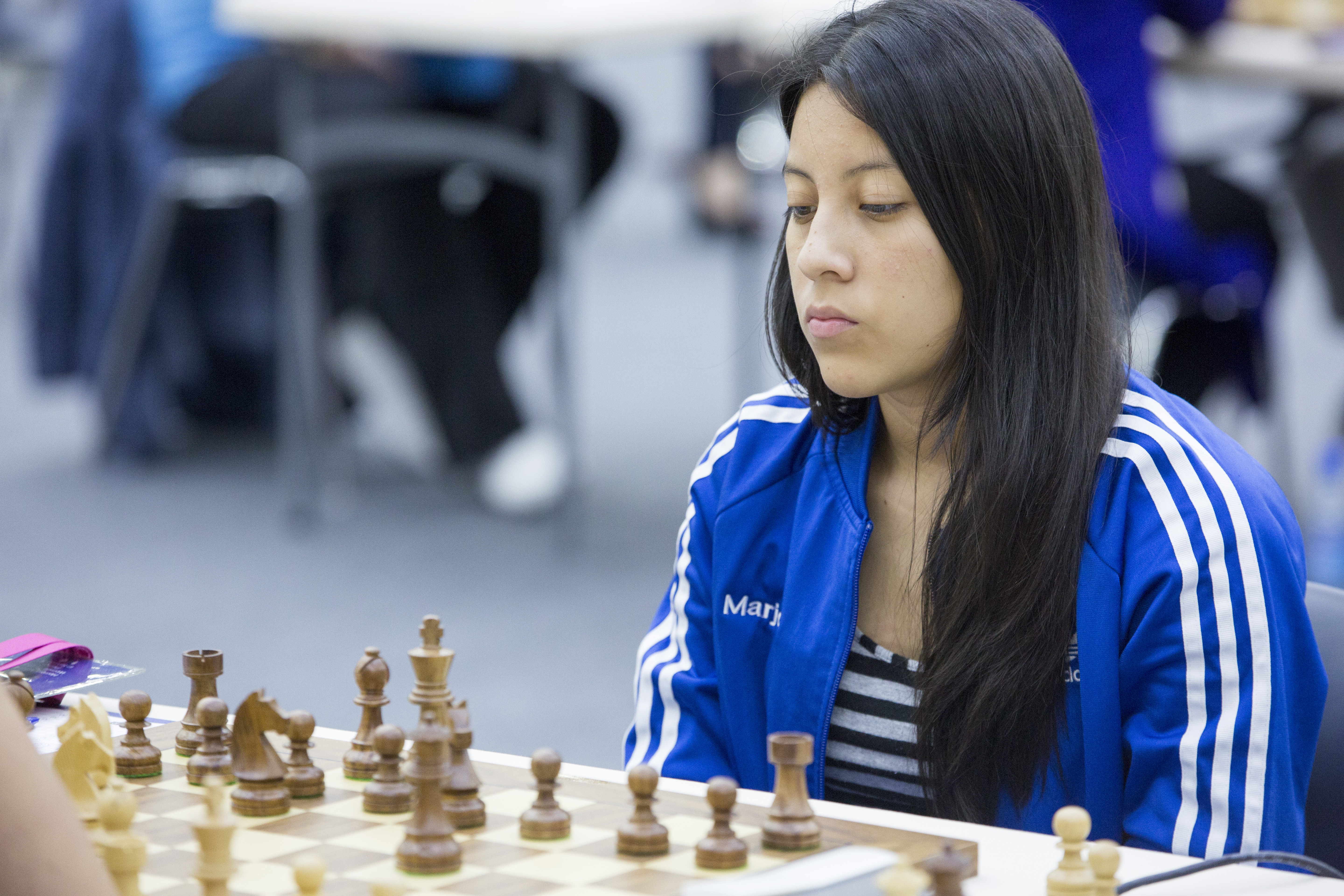
Olimpiadas de Ajedrez Bakú 2016

- Olimpiadas de Ajedrez Bakú 2016, Azerbaiyán

### 2017
- Campeona nacional por equipos (San Marcos)

### 2018
- Campeona Codicader Sub-17 Panamá[2]
- Campeona nacional por equipos ( San Marcos)

### 2019
- Campeona nacional 2019[1]
- Campeonato Centro Americano por equipos - Segundo lugar[3]
- Campeona nacional por equipos ( San Marcos)
- Torneo Bicentenario Batalla de Boyacá - Primer lugar femenino, decimotercera en la general

## Premios y reconocimientos
- Notable Deportista de EL Salvador, Brindado por la Asamblea Legislativa Salvadoreña (Destacada trayectoria, 2014)

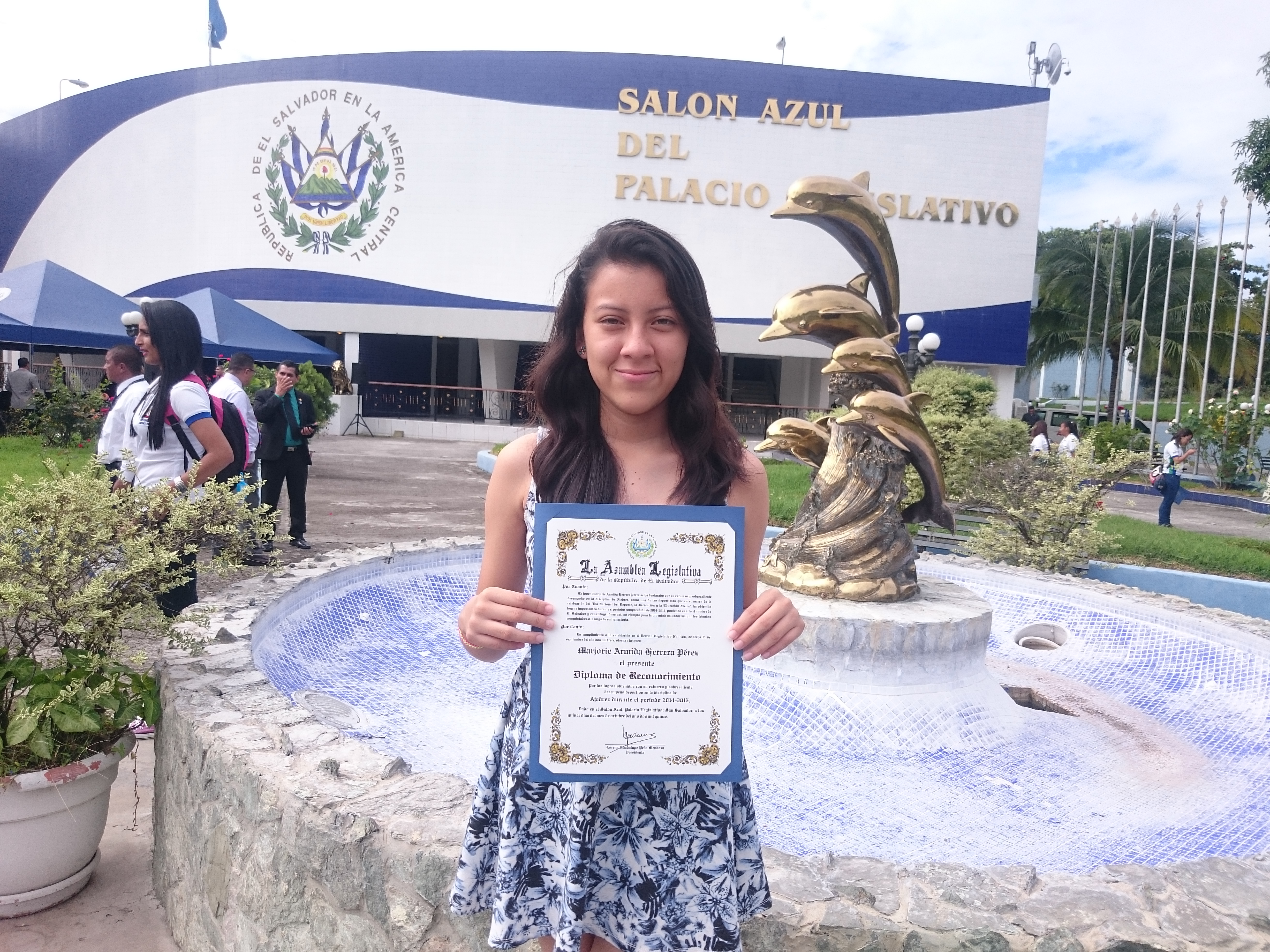
Reconocimiento Asamblea Legislativa